# Pedro Quiñónez
Pedro Ángel Quiñónez Rodríguez (Esmeraldas, Ecuador, 4 de marzo de 1986) es un futbolista ecuatoriano. Juega de volante de recuperación Actualmente se encuentra sin equipo

## Trayectoria

### Inicios
Pedro Quiñónez en el año 2000 se inició en las divisiones formativas de Fedeoro; y en el año 2003, a los 15 años se unió a las divisiones menores de El Nacional.

### El Nacional
El 29 de febrero de 2004 debutó en Primera División, en el 2005 quedó campeón del Torneo Clausura en el fútbol ecuatoriano y comenzó a destacar como joven revelación de aquel torneo. Al año siguiente salió nuevamente campeón siendo una de las principales figuras de su equipo. 

### Santos Laguna
En diciembre del 2008 fue contratado por el club mexicano Santos Laguna.
El 2010 se une a Emelec donde ha sido un jugador importante y capitán del equipo con el que el 2013, 2014 y 2015 se consagraría campeón de Ecuador.

## Club Sport Emelec

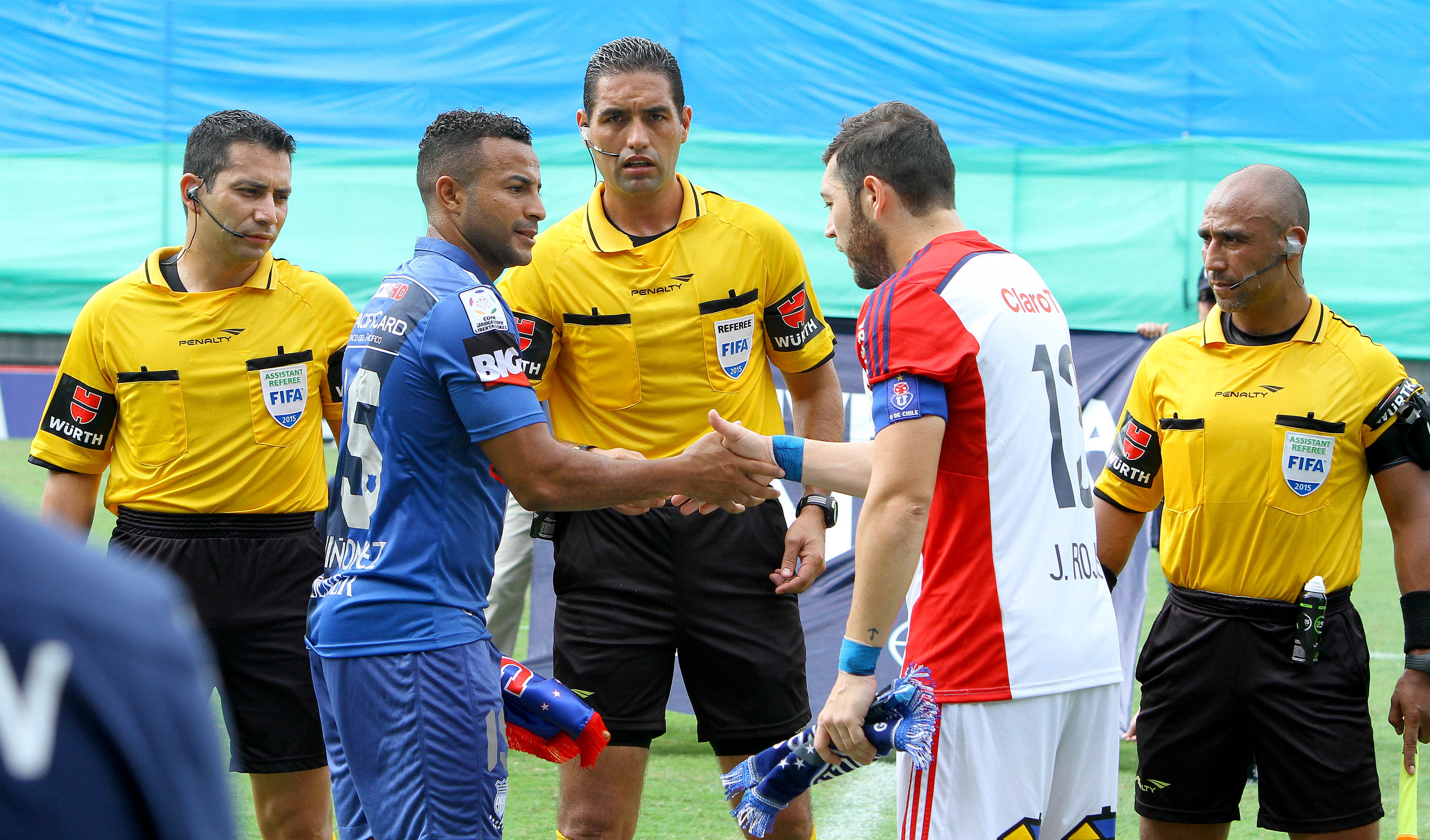
Pedro Quiñonez de Emelec antes de un partido frente a Universidad de Chile

Luego de su corto paso por el fútbol mexicano, firmaría con Emelec en condición de préstamo. Se le asignó entonces el mítico dorsal número 15 que usaría en 10 de las 11 temporadas con la casaca azul. 
Su debut como eléctrico se dio en un partido ante Newell's Old Boys en Copa Libertadores en 2010 por fase de grupos, en aquella definición del certamen internacional, terminó por jugar los seis partidos de la primera fase y consiguiendo su primer gol con el club en la derrota 2-1 contra Internacional de Porto Alegre. 
En la temporada 2013, comenzaría su idilio con el Campeonato Ecuatoriano, actualmente llamado LigaPro. Convirtió su primer tanto de la competición en un partido bastante cerrado contra Liga de Quito en Casa Blanca, donde Emelec finalmente vencería a los Albos por un marcador de 2-1. Fue en este año donde se afianzaría casi por completo de los once iniciales de Emelec, convirtiéndose en figura y uno de los protagonistas en la consagración del campeonato nacional, rompiendo así, una sequía de 11 años sin títulos en Emelec.
Uno de los momentos más recordados de aquel año se dio en el Clásico del Astillero. Al final del partido, cuando los jugadores “Azules” se prestaban a festejar el triunfo 2-0 en el Monumental, el arquero canario Máximo Banguera se acercó agredir a Pedro Quiñonez con un manotazo en el rostro. Pedro Quiñonez, quedó bastante mareado que no pudo llegar al vestuario y el jugador tuvo que ser trasladado a una clínica de una ciudad, luego de este incidente el cual quedó grabado, se cancelaron las ruedas de prensa y el jugador amarillo no quiso brindar ninguna declaración tras el incidente. Fue un hecho bastante confuso, especialmente porque ambos eran compañeros de la selección. No obstante, tres días después ofrecería disculpas públicas al jugador. "Sí hubo un cruce de palabras dentro de la cancha y reaccioné con cabeza caliente, pero no tengo justificación para lo que hice. Por eso consideró muy importante pedir mil disculpas a Pedro, a su familia, a la hinchada y a los niños que admiran mi trabajo. Fui un mal perdedor, siempre trato de manejarme muy bien, sobre todo por los niños, a los que les di un pésimo ejemplo. En todos mis años como profesional es la primera vez que me pasa algo así pero estoy seguro será la última”, manifestó. El arquero torero también agregó que “errar es de humanos y reconozco que me equivoqué, acepto que caí en la provocación, por eso estoy aquí pidiendo disculpas y también lo haré en persona con Pedro, porque somos compañeros de selección y profesionales del fútbol. Hablé con su familia y me dijeron que estaba bien, yo no me escondo y tampoco se me cae nada por pedir disculpas como caballero”.

### Consagración como figura

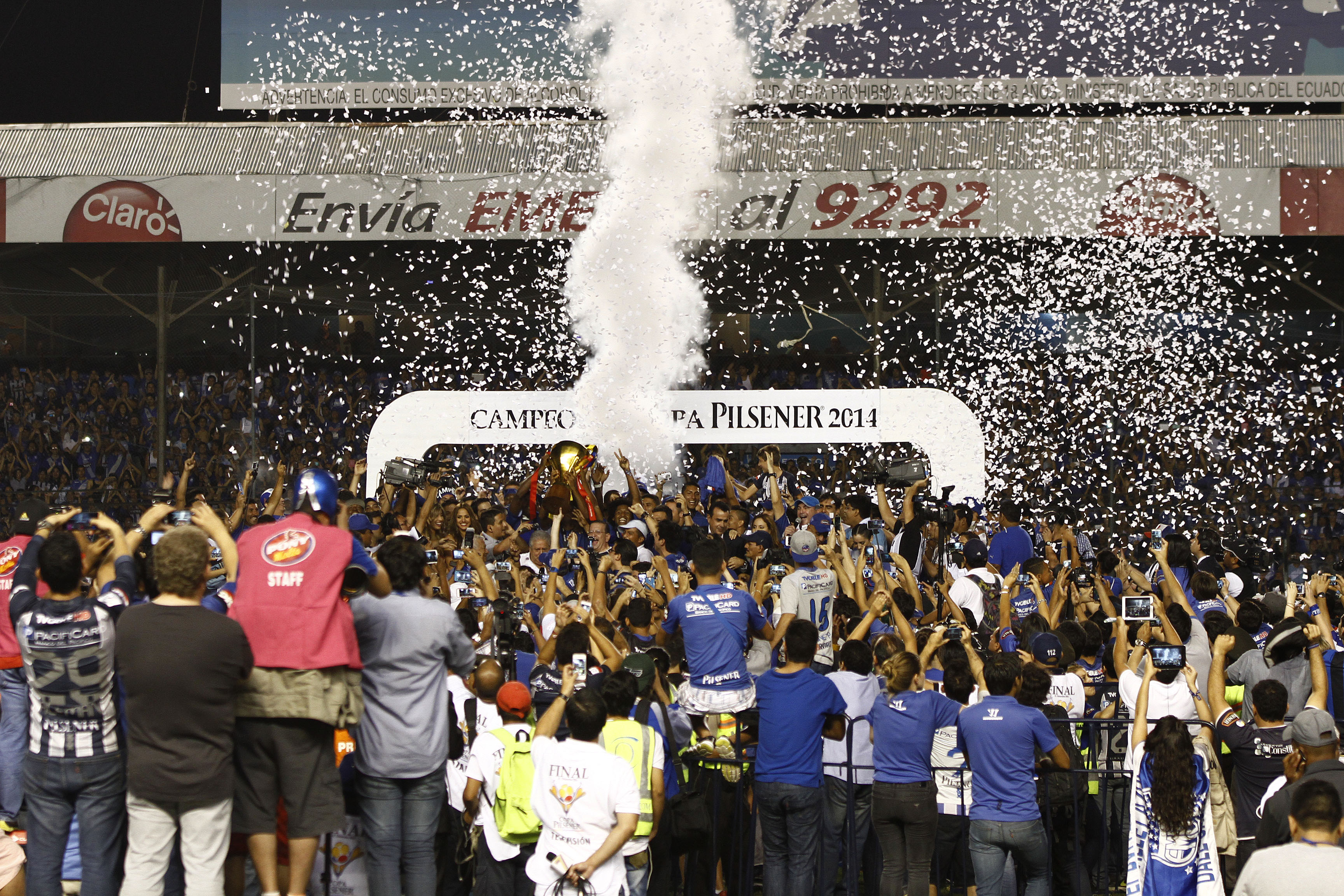
Emelec consagrándose bicampeón nacional (2014)

Tras haber quedado fuera de la nómina definitiva para el Mundial 2014, se preparaba para una nueva oportunidad de consegración nacional en el Campeonato Ecuatoriano 2014, luego de que Barcelona SC haya ganado la segunda etapa, los eléctricos estaban listos para lo que sería en una de las finales más esperadas del fútbol ecuatoriano, apodada también "La final del siglo". Luego de haber jugado la final de ida en el estadio monumental por un empate 1-1, los azules se consagrarían vapuleando con un contundente 3-0 en el estadio George Capwell. Pedro Quiñonez fue considerado parte del 11 ideal del campeonato de aquel año y consiguiendo el segundo título consectivo para el club bajo el mando de Gustavo Quinteros en el equipo. 

## Selección nacional
Fue internacional con la Selección de fútbol de Ecuador. Su debut fue contra la Selección de Colombia el 23 de junio de 2007 en un partido amistoso jugado en Barranquilla. Ocasionalmente ha sido capitán de la selección.
Fue convocado por Luis Fernando Suárez en las dos primeras fechas de la eliminatorias a Sudáfrica 2010, donde no tuvo participación en los partidos, en las eliminatorias Brasil 2014 fue convocado para doble fecha de junio de 2012, donde participó en la derrota de 4 a 0 enfrentando a Argentina, posteriormente fue citado para los partidos jugados en marzo, junio y septiembre pero sólo fue titular en la victoria de 4 a 1 con Paraguay, a pesar de una buena temporada en el Emelec en 2014 no fue convocado para el Mundial Brasil 2014.
Su última eliminatoria fue en la de Rusia 2018, donde fue convocado un total de 11 partidos por Gustavo Quinteros, de los cuales 7 fue titular, después de las dos derrotas consecuencias contra Brasil y Perú en 2017, Jorge Célico no lo incluyó en la lista final para las dos fechas de octubre contra Chile y Argentina.
Después de la eliminación al Mundial Rusia 2018 como una mala temporada con el Emelec tras la derrota en la final de 2018 con Liga de Quito, como de la Copa Ecuador 2019, no fue tomado en cuenta por Hernan Darío Gómez para los amistosos del 2018 o la Copa América 2019, como de Jorge Célico en los últimos amistosos de 2019, debido a problemas con la dirigencia con Emelec, la FEF producto de la mala campaña en la eliminatorias 2018 y al tener una muy mala continuidad en Emelec como en El Nacional, fue completamente ignorado por Gustavo Alfaro en la eliminatorias a Catar 2022.
Su último partido en la tricolor fue en la derrota de visitante contra Brasil y el último partido donde fue convocado fue en la también derrota contra Perú de local, ambas en la eliminatoria Rusia 2018

### Participaciones en Eliminatorias
| Eliminatorias     | Sede            | Resultado      | Partidos | Goles |
| ----------------- | --------------- | -------------- | -------- | ----- |
| Eliminatoria 2010 | América del Sur | No Clasificó   | 3        | 0     |
| Eliminatoria 2014 | América del Sur | Clasificado    | 7        | 0     |
| Eliminatoria 2018 | América del Sur | No Clasificado | 7        | 0     |

### Partidos internacionales
Actualizado alúltimo partido disputado el 15 de noviembre de 2018.
| \| N.° \| Fecha \| Ciudad \| Rival \| Resultado \| Resultado \| Competencia \| \| --- \| ------------------------ \| ----------------- \| ----------------- \| --------- \| --------- \| --------------------------------------- \| \| 1. \| 15 de octubre de 2008 \| Puerto La Cruz \| Venezuela \| 1-3 \| Derrota \| Eliminatorias al Mundial Sudáfrica 2010 \| \| 2. \| 12 de noviembre de 2008 \| Phoenix \| México \| 1-2 \| Derrota \| Amistoso \| \| 3. \| 7 de junio de 2009 \| Lima \| Perú \| 2-1 \| Victoria \| Eliminatorias al Mundial Sudáfrica 2010 \| \| 4. \| 10 de octubre de 2009 \| Quito \| Uruguay \| 1-2 \| Derrota \| Eliminatorias al Mundial Sudáfrica 2010 \| \| 5. \| 7 de mayo de 2010 \| Nueva Jersey \| México \| 0-0 \| Victoria \| Amistoso \| \| 6. \| 16 de mayo de 2010 \| Seúl \| Corea del Sur \| 0-2 \| Derrota \| Amistoso \| \| 7. \| 7 de septiembre de 2010 \| Barquisimeto \| Venezuela \| 0-1 \| Derrota \| Amistoso \| \| 8. \| 25 de junio de 2011 \| Quito \| México \| 0-1 \| Derrota \| Amistoso \| \| 9. \| 2 de junio de 2012 \| Buenos Aires \| Argentina \| 0-4 \| Derrota \| Eliminatorias al Mundial Brasil 2014 \| \| 10. \| 6 de febrero de 2013 \| Guimarães \| Portugal \| 3-2 \| Victoria \| Amistoso \| \| 11. \| 21 de marzo de 2013 \| Quito \| El Salvador \| 5-0 \| Victoria \| Amistoso \| \| 12. \| 26 de marzo de 2013 \| Quito \| Paraguay \| 4-1 \| Victoria \| Eliminatorias al Mundial Brasil 2014 \| \| 13. \| 29 de mayo de 2013 \| Palm Beach \| Alemania \| 2-4 \| Derrota \| Amistoso \| \| 14. \| 7 de junio de 2013 \| Lima \| Perú \| 0-1 \| Derrota \| Eliminatorias al Mundial Brasil 2014 \| \| 15. \| 11 de junio de 2013 \| Quito \| Argentina \| 1-1 \| Empate \| Eliminatorias al Mundial Brasil 2014 \| \| 16. \| 14 de agosto de 2013 \| Guayaquil \| España \| 0-2 \| Derrota \| Amistoso \| \| 17. \| 10 de septiembre de 2013 \| La Paz \| Bolivia \| 1-1 \| Empate \| Eliminatorias al Mundial Brasil 2014 \| \| 18. \| 11 de octubre de 2013 \| Quito \| Uruguay \| 1-0 \| Victoria \| Eliminatorias al Mundial Brasil 2014 \| \| 19. \| 15 de octubre de 2013 \| Santiago de Chile \| Chile \| 1-2 \| Derrota \| Eliminatorias al Mundial Brasil 2014 \| \| 20. \| 17 de mayo de 2014 \| Ámsterdam \| Países Bajos \| 1-1 \| Empate \| Amistoso \| \| 21. \| 3 de junio de 2015 \| Ciudad de Panamá \| Panamá \| 1-1 \| Empate \| Amistoso \| \| 22. \| 6 de junio de 2015 \| Guayaquil \| Panamá \| 4-0 \| Victoria \| Amistoso \| \| 23. \| 11 de junio de 2015 \| Santiago \| Chile \| 0-2 \| Derrota \| Copa América 2015 \| \| 24. \| 15 de junio de 2015 \| Valparaíso \| Bolivia \| 2-3 \| Derrota \| Copa América 2015 \| \| 25. \| 8 de octubre de 2015 \| Buenos Aires \| Argentina \| 2-0 \| Victoria \| Eliminatorias al Mundial Rusia 2018 \| \| 26. \| 13 de octubre de 2015 \| Quito \| Bolivia \| 2-0 \| Victoria \| Eliminatorias al Mundial Rusia 2018 \| \| 27. \| 12 de noviembre de 2015 \| Quito \| Uruguay \| 2-1 \| Victoria \| Eliminatorias al Mundial Rusia 2018 \| \| 28. \| 17 de noviembre de 2015 \| Puerto Ordaz \| Venezuela \| 3-1 \| Victoria \| Eliminatorias al Mundial Rusia 2018 \| \| 29. \| 29 de marzo de 2016 \| Barranquilla \| Colombia \| 1-3 \| Derrota \| Eliminatorias al Mundial Rusia 2018 \| \| 30. \| 6 de septiembre de 2016 \| Lima \| Perú \| 1-2 \| Derrota \| Eliminatorias al Mundial Rusia 2018 \| \| 31. \| 22 de febrero de 2017 \| Guayaquil \| Honduras \| 3-1 \| Victoria \| Amistoso \| \| 32. \| 8 de junio de 2017 \| Boca Ratón \| Venezuela \| 1-1 \| Empate \| Amistoso \| \| 33. \| 13 de junio de 2017 \| Harrison \| El Salvador \| 3-0 \| Victoria \| Amistoso \| \| 34. \| 26 de julio de 2017 \| Guayaquil \| Trinidad y Tobago \| 3-1 \| Victoria \| Amistoso \| \| 35. \| 31 de agosto de 2017 \| Porto Alegre \| Brasil \| 0-2 \| Derrota \| Eliminatorias al Mundial Rusia 2018 \| |                          |                   |                   |           |           |                                         |
| N.° | Fecha                    | Ciudad            | Rival             | Resultado | Resultado | Competencia                             |
| 1. | 15 de octubre de 2008    | Puerto La Cruz    | Venezuela         | 1-3       | Derrota   | Eliminatorias al Mundial Sudáfrica 2010 |
| 2. | 12 de noviembre de 2008  | Phoenix           | México            | 1-2       | Derrota   | Amistoso                                |
| 3. | 7 de junio de 2009       | Lima              | Perú              | 2-1       | Victoria  | Eliminatorias al Mundial Sudáfrica 2010 |
| 4. | 10 de octubre de 2009    | Quito             | Uruguay           | 1-2       | Derrota   | Eliminatorias al Mundial Sudáfrica 2010 |
| 5. | 7 de mayo de 2010        | Nueva Jersey      | México            | 0-0       | Victoria  | Amistoso                                |
| 6. | 16 de mayo de 2010       | Seúl              | Corea del Sur     | 0-2       | Derrota   | Amistoso                                |
| 7. | 7 de septiembre de 2010  | Barquisimeto      | Venezuela         | 0-1       | Derrota   | Amistoso                                |
| 8. | 25 de junio de 2011      | Quito             | México            | 0-1       | Derrota   | Amistoso                                |
| 9. | 2 de junio de 2012       | Buenos Aires      | Argentina         | 0-4       | Derrota   | Eliminatorias al Mundial Brasil 2014    |
| 10. | 6 de febrero de 2013     | Guimarães         | Portugal          | 3-2       | Victoria  | Amistoso                                |
| 11. | 21 de marzo de 2013      | Quito             | El Salvador       | 5-0       | Victoria  | Amistoso                                |
| 12. | 26 de marzo de 2013      | Quito             | Paraguay          | 4-1       | Victoria  | Eliminatorias al Mundial Brasil 2014    |
| 13. | 29 de mayo de 2013       | Palm Beach        | Alemania          | 2-4       | Derrota   | Amistoso                                |
| 14. | 7 de junio de 2013       | Lima              | Perú              | 0-1       | Derrota   | Eliminatorias al Mundial Brasil 2014    |
| 15. | 11 de junio de 2013      | Quito             | Argentina         | 1-1       | Empate    | Eliminatorias al Mundial Brasil 2014    |
| 16. | 14 de agosto de 2013     | Guayaquil         | España            | 0-2       | Derrota   | Amistoso                                |
| 17. | 10 de septiembre de 2013 | La Paz            | Bolivia           | 1-1       | Empate    | Eliminatorias al Mundial Brasil 2014    |
| 18. | 11 de octubre de 2013    | Quito             | Uruguay           | 1-0       | Victoria  | Eliminatorias al Mundial Brasil 2014    |
| 19. | 15 de octubre de 2013    | Santiago de Chile | Chile             | 1-2       | Derrota   | Eliminatorias al Mundial Brasil 2014    |
| 20. | 17 de mayo de 2014       | Ámsterdam         | Países Bajos      | 1-1       | Empate    | Amistoso                                |
| 21. | 3 de junio de 2015       | Ciudad de Panamá  | Panamá            | 1-1       | Empate    | Amistoso                                |
| 22. | 6 de junio de 2015       | Guayaquil         | Panamá            | 4-0       | Victoria  | Amistoso                                |
| 23. | 11 de junio de 2015      | Santiago          | Chile             | 0-2       | Derrota   | Copa América 2015                       |
| 24. | 15 de junio de 2015      | Valparaíso        | Bolivia           | 2-3       | Derrota   | Copa América 2015                       |
| 25. | 8 de octubre de 2015     | Buenos Aires      | Argentina         | 2-0       | Victoria  | Eliminatorias al Mundial Rusia 2018     |
| 26. | 13 de octubre de 2015    | Quito             | Bolivia           | 2-0       | Victoria  | Eliminatorias al Mundial Rusia 2018     |
| 27. | 12 de noviembre de 2015  | Quito             | Uruguay           | 2-1       | Victoria  | Eliminatorias al Mundial Rusia 2018     |
| 28. | 17 de noviembre de 2015  | Puerto Ordaz      | Venezuela         | 3-1       | Victoria  | Eliminatorias al Mundial Rusia 2018     |
| 29. | 29 de marzo de 2016      | Barranquilla      | Colombia          | 1-3       | Derrota   | Eliminatorias al Mundial Rusia 2018     |
| 30. | 6 de septiembre de 2016  | Lima              | Perú              | 1-2       | Derrota   | Eliminatorias al Mundial Rusia 2018     |
| 31. | 22 de febrero de 2017    | Guayaquil         | Honduras          | 3-1       | Victoria  | Amistoso                                |
| 32. | 8 de junio de 2017       | Boca Ratón        | Venezuela         | 1-1       | Empate    | Amistoso                                |
| 33. | 13 de junio de 2017      | Harrison          | El Salvador       | 3-0       | Victoria  | Amistoso                                |
| 34. | 26 de julio de 2017      | Guayaquil         | Trinidad y Tobago | 3-1       | Victoria  | Amistoso                                |
| 35. | 31 de agosto de 2017     | Porto Alegre      | Brasil            | 0-2       | Derrota   | Eliminatorias al Mundial Rusia 2018     |

### Participaciones en Copas América
| Copa              | Sede      | Resultado     |
| ----------------- | --------- | ------------- |
| Copa América 2011 | Argentina | Primera ronda |
| Copa América 2015 | Chile     | Primera ronda |

## Clubes
| Club          | País    | Año         |
| ------------- | ------- | ----------- |
| El Nacional   | Ecuador | 2004 - 2008 |
| Santos Laguna | México  | 2009        |
| Emelec        | Ecuador | 2010 - 2019 |
| El Nacional   | Ecuador | 2020        |

## Palmarés

### Campeonatos nacionales
| Título             | Club        | País    | Año  |
| ------------------ | ----------- | ------- | ---- |
| Serie A de Ecuador | El Nacional | Ecuador | 2005 |
| Serie A de Ecuador | El Nacional | Ecuador | 2006 |
| Serie A de Ecuador | Emelec      | Ecuador | 2013 |
| Serie A de Ecuador | Emelec      | Ecuador | 2014 |
| Serie A de Ecuador | Emelec      | Ecuador | 2015 |
| Serie A de Ecuador | Emelec      | Ecuador | 2017 |

### Distinciones individuales
| Distinción                                          | Club        | País    | Año  |
| --------------------------------------------------- | ----------- | ------- | ---- |
| Joven Revelación Serie A de Ecuador                 | El Nacional | Ecuador | 2005 |
| Mejor Centrocampista del Ecuador Serie A de Ecuador | Emelec      | Ecuador | 2015 |
| 11 Ideal del Campeonato Ecuatoriano 2013            | Emelec      | Ecuador | 2013 |
| 11 Ideal del Campeonato Ecuatoriano 2014            | Emelec      | Ecuador | 2014 |

| Predecesor: 'Pedro Quiñónez' | Mejor Centrocampista del Ecuador 2015 | Sucesor: Jefferson Orejuela |